# Jens Lindhard
Jens Lindhard (26. februar 1922, Tystofte - 17. oktober 1997) var en dansk fysiker og professor ved Aarhus Universitet. Lindhardteorien, som er en metode til at beregne effekterne ved elektronisk feltscanning af elektroner i et fast stof er opkaldt efter ham., named after Danish professor Jens Lindhard,

## Uddannelse og karriere
Lindhard blev student i 1940 fra Metropolitanskolen i København. Herefter blev han indskrevet på Københavns Universitet, hvor han studerede fysik og blev mag.scient. i 1945 under Oskar Klein i Stockholm, hvor han var taget til under besættelsen. Han sluttede sig kort efter til Den Danske Brigade. Herefter arbejdede han på Institut for Teoretisk Fysik (det nuværende Niels Bohr Institutet), hvor han bl.a. samarbejdede med Niels Bohr.
Sammen med Bohr skrev han i 1954 en afhandling om indfangning og tab af elektroner ved tunge ioners gennemgang gennem stoffer. Lindhard blev udnævnt til professor i teoretisk fysik ved det nyoprettede naturvidenskabelige fakultet ved Århus Universitet i 1956. Han havde denne stilling frem til 1992, hvor han afholdt en afskedsforelæsning den 26. februar. I perioden 1981-88 var han præsident for Videnskabernes Selskab.

## Hæder
- 1962: Videnskabernes Selskab
- 1975: H.C. Ørsted Medaljen[7]
- 1988: Dansk Fysisk Selskabs Fysikpris
- 1996: Æresdoktor ved Odense Universitet 1996
- 1997: Æresdoktor ved Fudan Universitetet i Shanghai 1997

## Privatliv
Lindhard var barn af Erik Lindhard (1873-1928), der var professor i plantekultur på Landbohøjskolen, og Agnes K. Nielsen (1887-1979). Han var den yngste i en søskendeflok bestående af fire piger og to drenge Han forblev ugift.